# توبياس باير
توبياس باير (بالألمانية: Tobias Bayer)‏ هو دراج نمساوي، ولد في 17 نوفمبر 1999.

## روابط خارجية
- توبياس باير على موقع الاتحاد الدولي للدراجات (الإنجليزية)
- توبياس باير على موقع أرشيف الدراجات (الإنجليزية)
- توبياس باير على موقع إحصائيات الدراجات الإحترافية (الإنجليزية)
- توبياس باير على موقع نسبة الدراجات (الإنجليزية)